# Tweede Kamerverkiezingen in het kiesdistrict 's-Hertogenbosch (1888-1918)

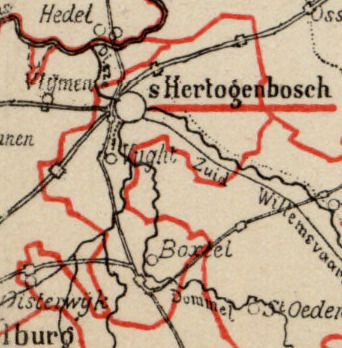
Kiesdistrict 's-Hertogenbosch (1888)

Tweede Kamerverkiezingen in het kiesdistrict 's-Hertogenbosch (1888-1918) geeft een overzicht van verkiezingen voor de Nederlandse Tweede Kamer in het kiesdistrict 's-Hertogenbosch in de periode 1888-1918.
Het kiesdistrict 's-Hertogenbosch was al ingesteld in 1848. De indeling van het kiesdistrict werd gewijzigd na de grondwetsherziening van 1887; tevens werd het kiesdistrict toen omgezet in een enkelvoudig district. Tot het kiesdistrict behoorden vanaf dat moment de volgende gemeenten: Berlicum, Boxtel, Den Dungen, Esch, 's-Hertogenbosch, Nuland, Rosmalen en Vught.
Het kiesdistrict 's-Hertogenbosch vaardigde in dit tijdvak per zittingsperiode één lid af naar de Tweede Kamer. 
Legenda
- vet: gekozen als lid van de Tweede Kamer.

## 6 maart 1888
De verkiezingen werden gehouden na vervroegde ontbinding van de Tweede Kamer.
|                         | 6 maart |
| ----------------------- | ------- |
| Kiesgerechtigden        | 3.002   |
| Opkomst                 | 2.251   |
| Geldige stemmen         | 2.236   |
| Blanco stemmen          | 9       |
| Kandidaten              |         |
| P.G.J. van der Schrieck | 1.485   |
| L. van Meeuwen          | 722     |

## 9 juni 1891
De verkiezingen werden gehouden na ontbinding van de Tweede Kamer.
|                         | 9 juni |
| ----------------------- | ------ |
| Kiesgerechtigden        | 2.977  |
| Opkomst                 | 949    |
| Geldige stemmen         | 937    |
| Blanco stemmen          | 7      |
| Kandidaten              |        |
| P.G.J. van der Schrieck | 837    |
| J.W. Bergansius         | 30     |

## 10 april 1894
De verkiezingen werden gehouden na vervroegde ontbinding van de Tweede Kamer.
|                           | 10 april |
| ------------------------- | -------- |
| Kiesgerechtigden          | 3.033    |
| Opkomst                   | 907      |
| Geldige stemmen           | 894      |
| Blanco stemmen            | 12       |
| Kandidaten                |          |
| P.G.J. van der Schrieck   | 809      |
| J.P.R. Tak van Poortvliet | 72       |

## 31 maart 1896
Pierre van der Schrieck, gekozen bij de verkiezingen van 10 april 1894, overleed op 5 maart 1896. Om in de ontstane vacature te voorzien werd een tussentijdse verkiezing gehouden. 
|                  | 31 maart |
| ---------------- | -------- |
| Kiesgerechtigden | 3.005    |
| Opkomst          | 933      |
| Geldige stemmen  | 878      |
| Blanco stemmen   | 42       |
| Kandidaten       |          |
| J.A. Loeff       | 787      |

## 15 juni 1897
De verkiezingen werden gehouden na ontbinding van de Tweede Kamer.
|                  | 15 juni |
| ---------------- | ------- |
| Kiesgerechtigden | 4.416   |
| Opkomst          | 2.507   |
| Geldige stemmen  | 2.453   |
| Blanco stemmen   | 54      |
| Kandidaten       |         |
| J.A. Loeff       | 2.024   |
| P. Rink          | 429     |

## 14 juni 1901
De verkiezingen werden gehouden na ontbinding van de Tweede Kamer.
|                  | 14 juni |
| ---------------- | ------- |
| Kiesgerechtigden | 4.732   |
| Opkomst          | 2.161   |
| Geldige stemmen  | 2.123   |
| Blanco stemmen   | 38      |
| Kandidaten       |         |
| J.A. Loeff       | 1.636   |
| D. de Klerk      | 487     |

## 20 augustus 1901
Jan Loeff, gekozen bij de verkiezingen van 27 maart 1888, nam zijn benoeming niet aan vanwege zijn toetreding op 1 augustus 1901 tot het na de verkiezingen geformeerde kabinet-Kuyper. Om in de ontstane vacature te voorzien werd een naverkiezing gehouden.
|                             | 20 augustus |
| --------------------------- | ----------- |
| Kiesgerechtigden            | 4.732       |
| Opkomst                     | 1.782       |
| Geldige stemmen             | 1.759       |
| Blanco stemmen              | 23          |
| Kandidaten                  |             |
| A.F.O. van Sasse van Ysselt | 1.493       |
| J.A.A. Bosch                | 266         |

## 16 juni 1905
De verkiezingen werden gehouden na ontbinding van de Tweede Kamer.
|                             | 16 juni |
| --------------------------- | ------- |
| Kiesgerechtigden            | 5.341   |
| Opkomst                     | 2.707   |
| Geldige stemmen             | 2.662   |
| Blanco stemmen              | 45      |
| Kandidaten                  |         |
| A.F.O. van Sasse van Ysselt | 2.251   |
| S. van Houten               | 411     |

## 11 juni 1909
De verkiezingen werden gehouden na ontbinding van de Tweede Kamer.
|                             | 11 juni |
| --------------------------- | ------- |
| Kiesgerechtigden            | 5.951   |
| Kandidaten                  |         |
| A.F.O. van Sasse van Ysselt |         |

Van Sasse van Ysselt was de enige kandidaat; hij werd zonder nadere stemming gekozen verklaard.

## 17 juni 1913
De verkiezingen werden gehouden na ontbinding van de Tweede Kamer.
|                             | 17 juni |
| --------------------------- | ------- |
| Kiesgerechtigden            | 6.466   |
| Opkomst                     | 4.094   |
| Geldige stemmen             | 4.034   |
| Blanco stemmen              | 60      |
| Kandidaten                  |         |
| A.F.O. van Sasse van Ysselt | 3.521   |
| J. Westerhof                | 513     |

## 15 juni 1917
De verkiezingen werden gehouden na ontbinding van de Tweede Kamer.
|                             | 15 juni |
| --------------------------- | ------- |
| Kiesgerechtigden            | 7.390   |
| Kandidaten                  |         |
| A.F.O. van Sasse van Ysselt |         |

De zeven in de vorige Tweede Kamer vertegenwoordigde partijen hadden afgesproken in elkaars kiesdistricten geen tegenkandidaten te stellen. Van Sasse van Yssel was derhalve de enige kandidaat; hij werd zonder nadere stemming gekozen verklaard.

## Opheffing
De verkiezing van 1917 was de laatste verkiezing voor het kiesdistrict 's-Hertogenbosch. In 1918 werd voor verkiezingen voor de Tweede Kamer overgegaan op een systeem van evenredige vertegenwoordiging met kandidatenlijsten van politieke partijen.